# Parlement de Sierra Leone
6e législature
Chambre du Parlement (en)
Le Parlement de Sierra Leone (en anglais : Parliament of Sierra Leone) est l'organe législatif monocaméral de la république de Sierra Leone qu'il forme avec le président de la République. Il est composé de 149 membres, dont 135 sont élus au suffrage universel direct, et les 14 derniers sièges sont réservés aux chefs coutumiers.

## Système électoral

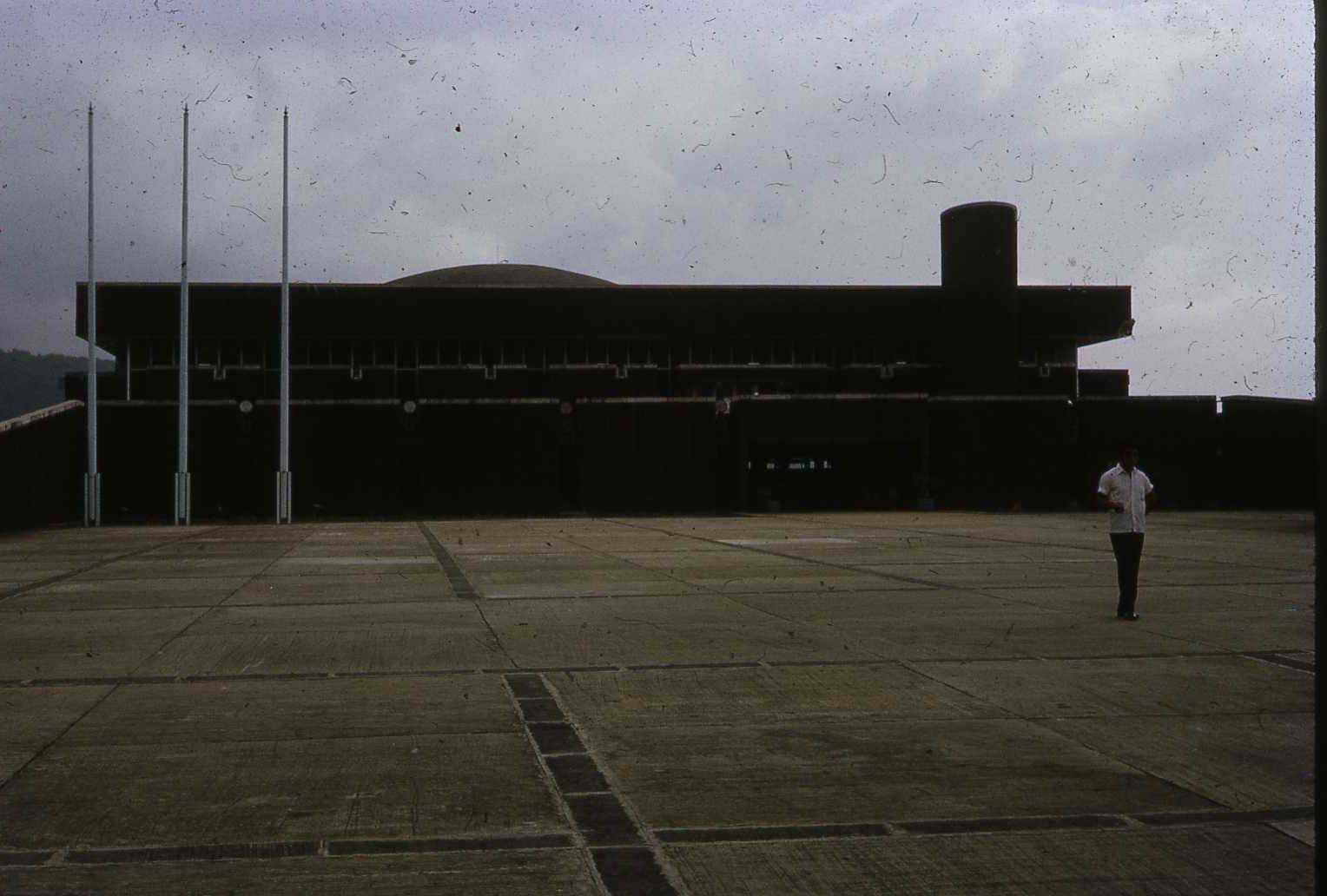
Le siège du Parlement à Freetown.

Le Parlement de Sierra Leone est composé de 149 sièges élus pour cinq ans, dont 135 au scrutin proportionnel plurinominal. Les quatorze sièges restants sont réservés aux chefs coutumiers des 190 chefferies héréditaires, qui élisent en leur sein au suffrage indirect des représentants à raison d'un par district. Un quota impose qu'au moins 30 % des sièges soient occupés par des femmes,.

### Historique
Jusqu'à une réforme votée en 2002, les parlementaires directement élus le sont au scrutin proportionnel plurinominal avec un seuil électoral de 12,5 %. Le nombre de parlementaires est alors de 124, dont 112 directement élus et 12 chefs coutumiers.
Après la réforme, ils sont élus scrutin uninominal majoritaire à un tour dans autant de circonscriptions électorales. Le nombre de parlementaires directement élus est alors de 112, à raison de 40 circonscriptions dans la Province du Nord, 27 dans la Province de l'Est, 25 dans la Province du Sud et 20 dans la Zone de l'Ouest,. En 2018, le parlement est composé de 146 sièges élus pour cinq ans, dont 132 au suffrage direct et 14 chefs coutumiers, le nombre de districts étant passé de 12 à 14.
Le président Julius Maada Bio entreprend courant juillet 2022 de faire adopter une nouvelle loi électorale marquant le retour à un système proportionnel. La loi est vigoureusement critiquée par l'APC, qui accuse le gouvernement de modifier les règles du scrutin à son avantage, les députés allant jusqu'à en venir aux mains et à se jeter des chaises lors des débats parlementaires. Le président parvient finalement à faire voter la loi électorale en septembre 2022. L'APC dépose en vain un recours auprès de la cour suprême, qui juge la loi constitutionnelle,.
Le gouvernement vote par ailleurs fin janvier 2023 une loi instaurant un quota de 30 % de femmes dans toutes les institutions, y compris le parlement,.